# Christopher Blunt
Christopher Evelyn Blunt (16 juillet 1904 - 20 novembre 1987) est un banquier d'affaires et numismate britannique ,.

## Biographie
Blunt est né à Londres, le deuxième fils du révérend Arthur Stanley Vaughan Blunt et de Hilda Violet Blunt, née Master. Il est le frère de l'écrivain Wilfrid Jasper Walter Blunt et l'historien de l'art et espion Anthony Blunt ,.
Blunt fait ses études au Marlborough College mais, contrairement à ses frères, ne fréquente pas l'université . En 1924, il rejoint la maison bancaire Higginson & Co. (plus tard partie de Hill Samuel), devenant associé en 1947 . Pendant la Seconde Guerre mondiale, Blunt est successivement rattaché au quartier général du corps expéditionnaire britannique et au quartier général suprême du corps expéditionnaire allié. Il est mentionné dans des dépêches en 1940, nommé OBE et Officier de la Légion du Mérite en 1945 . Il prend sa retraite en 1946 avec le grade de colonel .
Blunt est un numismate de premier plan. Il est directeur de la British Numismatic Society à partir de 1935 et son président de 1946 à 1950, et président de la Royal Numismatic Society entre 1956 et 1961. Il est le rédacteur en chef du Sylloge of Coins of the British Isles de 1956 à 1987 .
Il est élu FSA en 1936 et FBA en 1965 .